# Thomas Andrews (chimiste)
Pour les articles homonymes, voir Andrews.
Cet article concerne le chimiste et physicien irlandais. Pour l'architecte naval, voir Thomas Andrews.
Thomas Andrews (9 décembre 1813 – 26 novembre 1885) est un chimiste et physicien qui a accompli d'importantes recherches sur les changements d'état gaz-liquide. Il est longtemps professeur de chimie à l'université Queen's de Belfast.

## Biographie
Andrews est né à Belfast, où son père est négociant en draps. Il fréquente la Belfast Academy et apprend les mathématiques de James Thomson à la Royal Belfast Academical Institution, avant de s'inscrire en chimie en 1828 à l’université de Glasgow avec le Pr Thomas Thomson ; il étudie ensuite au Trinity College (Dublin), où il obtient un premier prix en lettres classiques et en sciences. Finalement, il obtient son doctorat en médecine à l’université d'Édimbourg en 1835.
Andrews exerça pendant une dizaine d'années la médecine à Belfast, tout en prodiguant des cours de chimie à l’Academical Institution. En 1845, il est nommé professeur de chimie et vice-président de l’université Queen's de Belfast, qui venait d'ouvrir ses portes. Il conserve ces deux charges jusqu'à sa retraite en 1879 à l’âge de 66 ans. Il meurt en 1885, et est inhumé dans le Borough Cemetery de Belfast.
En 1842, Andrews épouse Jane Hardie Walker (1818–1899). Ils ont six enfants, dont la géologue Mary Andrews.

## Œuvre scientifique
Andrews se fait d'abord connaître de la communauté scientifique par ses travaux de thermochimie, pour lesquels la Royal Society lui décerne la Royal Medal en 1844. Il travaille aussi en collaboration avec Peter Guthrie Tait sur l’ozone.
Mais il doit aujourd'hui l'essentiel de sa réputation à ses recherches sur la liquéfaction des gaz. Dans les années 1860, il mène des études poussées sur l’équation d'état (c'est-à-dire les relations entre la pression, la température et le volume) du gaz carbonique. Ce travail l'amène à dégager les concepts de température critique et de pression critique, et à démontrer la continuité entre l'état gazeux et l'état liquide.
Les expériences d'Andrew sur les transitions de phase montrent que le gaz carbonique peut être liquéfié ou vaporisé sans jamais perdre son homogénéité. Le physicien théoricien Willard Gibbs s'est appuyé sur ces résultats pour justifier son équation de l’enthalpie libre. Ils devaient, du reste, stimuler la compétition entre laboratoires pour la liquéfaction des différents gaz connus à l'époque ; ainsi, dès l'hiver 1877-78, Louis Paul Cailletet parvenait à liquéfier l’oxygène et l'azote.